# Majuna
Majuna – bałtyjska bogini domu i rodziny oraz drzew lipowych. 